# NGC 7038
NGC 7038 é uma galáxia espiral barrada (SBc) localizada na direcção da constelação de Indus. Possui uma declinação de -47° 13' 13" e uma ascensão recta de 21 horas, 15 minutos e 07,5 segundos.
A galáxia NGC 7038 foi descoberta em 30 de Setembro de 1834 por John Herschel.